# Добеле (кратер)
Кратер Добеле — ударный кратер в центральной части Латвии. Внутри кратера находится одноименный город.
Диаметр кратера составляет примерно 4,5 километра, а возраст оценивается примерно в 290 миллионов лет (Пермский период).